# Geophis isthmicus
Espèce
Synonymes
- Atractus isthmicus Boulenger, 1894

Statut de conservation UICN

 DD  : Données insuffisantes
Geophis isthmicus  est une espèce de serpents de la famille des Dipsadidae.

## Répartition
Cette espèce est endémique de l'Oaxaca au Mexique.

## Description
L'holotype de Geophis isthmicus mesure 155 mm dont 18 mm pour la queue. Cette espèce a la face dorsale jaune rosâtre marqué d'une quarantaine de taches transversales brunes. Sa face ventrale est tachetée de brun rougeâtre.

## Étymologie
Son nom d'espèce lui a été donné en référence au lieu de sa découverte, l'isthme de Tehuantepec.

## Publication originale
- Boulenger, 1894 : Catalogue of the Snakes in the British Museum (Natural History). Volume II., Containing the Conclusion of the Colubridæ Aglyphæ, p. 1-382 (texte intégral).